# Bāgh Kāj
Bāgh Kāj (persiska: باغ كاج, باغِ كاج) är en ort i Iran.   Den ligger i provinsen Chahar Mahal och Bakhtiari, i den centrala delen av landet, 500 km söder om huvudstaden Teheran. Bāgh Kāj ligger 2 332 meter över havet och antalet invånare är 247.
Terrängen runt Bāgh Kāj är bergig västerut, men österut är den kuperad.Runt Bāgh Kāj är det ganska glesbefolkat, med 38 invånare per kvadratkilometer. Närmaste större samhälle är Māl-e Khalīfeh, 15,5 km nordost om Bāgh Kāj. Omgivningarna runt Bāgh Kāj är i huvudsak ett öppet busklandskap.